# Naratheinkha
Naratheinkha (5 septembre 1134 – mai 1174) fut le sixième souverain du Royaume de Pagan, en Birmanie. Il succéda à son père Narathu, assassiné en 1170, et ne régna que trois ans avant de connaître le même sort.
Son frère Narapatisithu lui succéda.